# Ultimul radio show
A Prairie Home Companion este un film american de comedie-muzical din 2006. Pelicula este ultima producție a regizorului Robert Altman (de șapte ori nominalizat la Oscar) și a primit un premiu și o nominalizare la Festivalul Internațional de Film de la Berlin.
Acțiunea gravitează în jurul ultimei seri a unui show⁠(d) realizat într-un teatru, în fața unui public, înregistrat și transmis apoi pe unde radio. Cu această ocazie, o serie de personaje se adună pe scenă, printre care Yolanda (Meryl Streep) și Rhonda (Lily Tomlin), și doi cântăreți de muzică country, Dusty (Woody Harrelson) și Lefty (John C. Reilly). Regizorul a fost inspirat de show-ul radio "Prairie Home" al cărui fain era soția lui. În alte roluri, Tommy Lee Jones, Kevin Kline, Virginia Madsen și Lindsay Lohan.

## Distribuție
- Garrison Keillor - GK
- Kevin Kline - Guy Noir
- Meryl Streep - Yolanda Johnson
- Lily Tomlin - Rhonda Johnson
- Lindsay Lohan - Lola Johnson
- Woody Harrelson - Dusty
- John C. Reilly - Lefty
- Tommy Lee Jones - Axeman
- Virginia Madsen - Femeia Periculoasă
- Maya Rudolph - Molly
- L. Q. Jones - Chuck Akers
- Tim Russell - Stage Manager

## Producție
Regizorul Robert Altman și scenaristul Garrison Keillor și-au unit forțele și alături de o distribuție remarcabilă au realizat o fabulă comică din spatele scenei, A Prairie Home Companion, despre un music hall fictiv, la radio, care a reușit să supraviețuiască într-o eră a televiziunilor. 
Filmat în întregime in teatrul Fitzgerald din Saint Paul, Minnesota, cu excepția scenelor de început și sfârșit care se desfășoară in vecinătatea teatrului, pelicula îmbină stilul cinematografic, dragostea pentru improvizații și inteligenta lui Altman cu darul de a povesti și cântecele lui Keillor pentru a creea o poveste corespondentă a spectacolului de radio "A Prairie Home Companion". Filmul folosește muzicienii, echipa și decorurile spectacolului real, ascultat de public la radio de un sfert de secol (și care în viața reală continuă să fie difuzat). Rezultatul este o poveste compactă cu prestanțe actoricești din cele mai extraordinare, în special eleganța lui Kevin Kline, cântecele lui Meryl Streep și Lily Tomlin, figura senină de înger a Virginiei Madsen și Lindsay Lohan în propria ei versiune a lui "Frankie and Johnny".